# Antoine Lavieu
Antoine Lavieu, né le 28 septembre 1990 à Boulogne-sur-Mer, est un coureur cycliste français. Ancien amateur dans l'équipe AVC Aix-en-Provence, il est professionnel dans l'équipe La Pomme Marseille 13 en 2013 et 2014.

## Biographie
Il débute à l'Omnium Cycliste Raphaëlois (Var) sur la route et le VTT. Il rejoint par la suite le pôle espoirs de Nice et le SC Nice. 
Il rejoint en 2011 le club de DN1 AVC Aix-en-Provence. Sa bonne saison 2011 lui permet de rejoindre comme stagiaire l'équipe continentale professionnelle Cofidis.
Son début de saison 2012 est perturbé par des problèmes médicaux. Il retrouve la forme en début d'été et retrouve l'équipe de France espoirs pour le Tour de l'Ain, le Tour de la Vallée d'Aoste et le Tour de l'Avenir,.
Ses performances sont remarquées par les dirigeants de l'équipe continentale La Pomme Marseille qui lui proposent un contrat professionnel pour 2013.
À la fin de la saison 2014, le site Internet du quotidien La Provence annonce que le contrat du coureur sudiste n'est pas prolongé par les dirigeants de la formation La Pomme Marseille 13. Il fait le choix, au mois de novembre, de redescendre chez les amateurs et est engagé par le club de Charvieu-Chavagneux Isère.
En 2015, il obtient quelques accessits et se classe notamment cinquième de la Transversale des As de l'Ain, huitième du Grand Prix Midi Prim et neuvième du Tour du Charolais. Au mois d'octobre, il s'engage avec l'équipe du SC Nice Jollywear.

## Palmarès
- 2010
  - 2e du Tour du Beaujolais
- 2011
  - 3e étape Tour de la Vallée d'Aoste
  - Classement général du Tour de Navarre
  - 2e du Grand Prix Souvenir Jean-Masse
- 2012
  - Grand Prix du Faucigny
  - 2e du Grand Prix d'Ancelle

## Classements mondiaux
| Année         | 2014 |
| ------------- | ---- |
| UCI Asia Tour | 311e |